# Đồng Cẩm
Đồng Cẩm là một xã thuộc huyện Kim Thành, tỉnh Hải Dương, Việt Nam.

## Địa lý
Xã Đồng Cẩm nằm ở phía nam huyện Kim Thành, có vị trí địa lý:
- Phía đông giáp thành phố Hải Phòng và xã Tam Kỳ
- Phía tây giáp xã Bình Dân và xã Liên Hòa
- Phía nam giáp xã Đại Đức
- Phía bắc giáp xã Kim Tân.

Xã Đồng Cẩm có diện tích 7,00 km², dân số năm 2018 là 9.140 người, mật độ dân số đạt 1.306 người/km².

## Lịch sử
Xã Đồng Cẩm trước đây vốn là hai xã Đồng Gia và Cẩm La thuộc huyện Kim Thành.
Trước khi sáp nhập, xã Đồng Gia có diện tích 4,10 km², dân số là 5.661 người, mật độ dân số đạt 1.381 người/km². Xã Cẩm La có diện tích 2,90 km², dân số là 3.479 người, mật độ dân số đạt 1.200 người/km².
Ngày 16 tháng 10 năm 2019, Ủy ban Thường vụ Quốc hội ban hành Nghị quyết số 788/NQ-UBTVQH14 về việc sắp xếp các đơn vị hành chính cấp huyện, cấp xã thuộc tỉnh Hải Dương (nghị quyết có hiệu lực từ ngày 1 tháng 12 năm 2019). Theo đó, sáp nhập toàn bộ diện tích và dân số của hai xã Đồng Gia và Cẩm La thành xã Đồng Cẩm.